# 唐桑汽船タクシー
有限会社唐桑汽船タクシー（からくわきせんタクシー）は、宮城県気仙沼市唐桑町に本社を置くタクシー事業者である。
一般タクシーのほか、乗合タクシーの運行も行っている。

## 沿革
- 2007年4月1日 - 前日限りで廃止となった「唐桑航路」の代替として、乗合タクシー運行開始[1]。

## 乗合タクシー
以下の乗合タクシー路線を運行している。
- 宿 - 越路 - 鮪立　※全停留所掲載

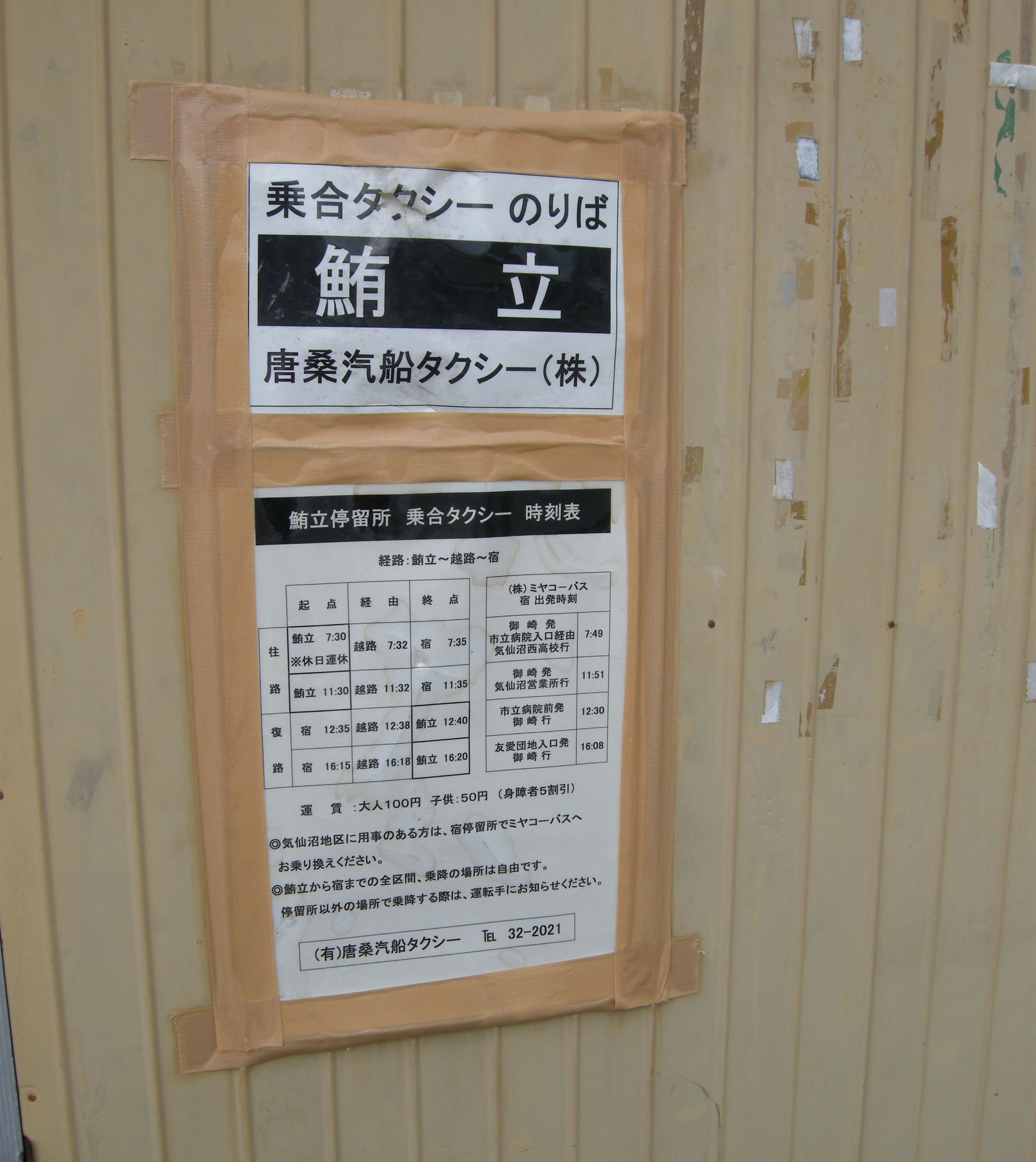
乗合タクシーの停留所

  - 料金は1回大人100円、子供50円。身障者は半額。

乗合タクシーの車両
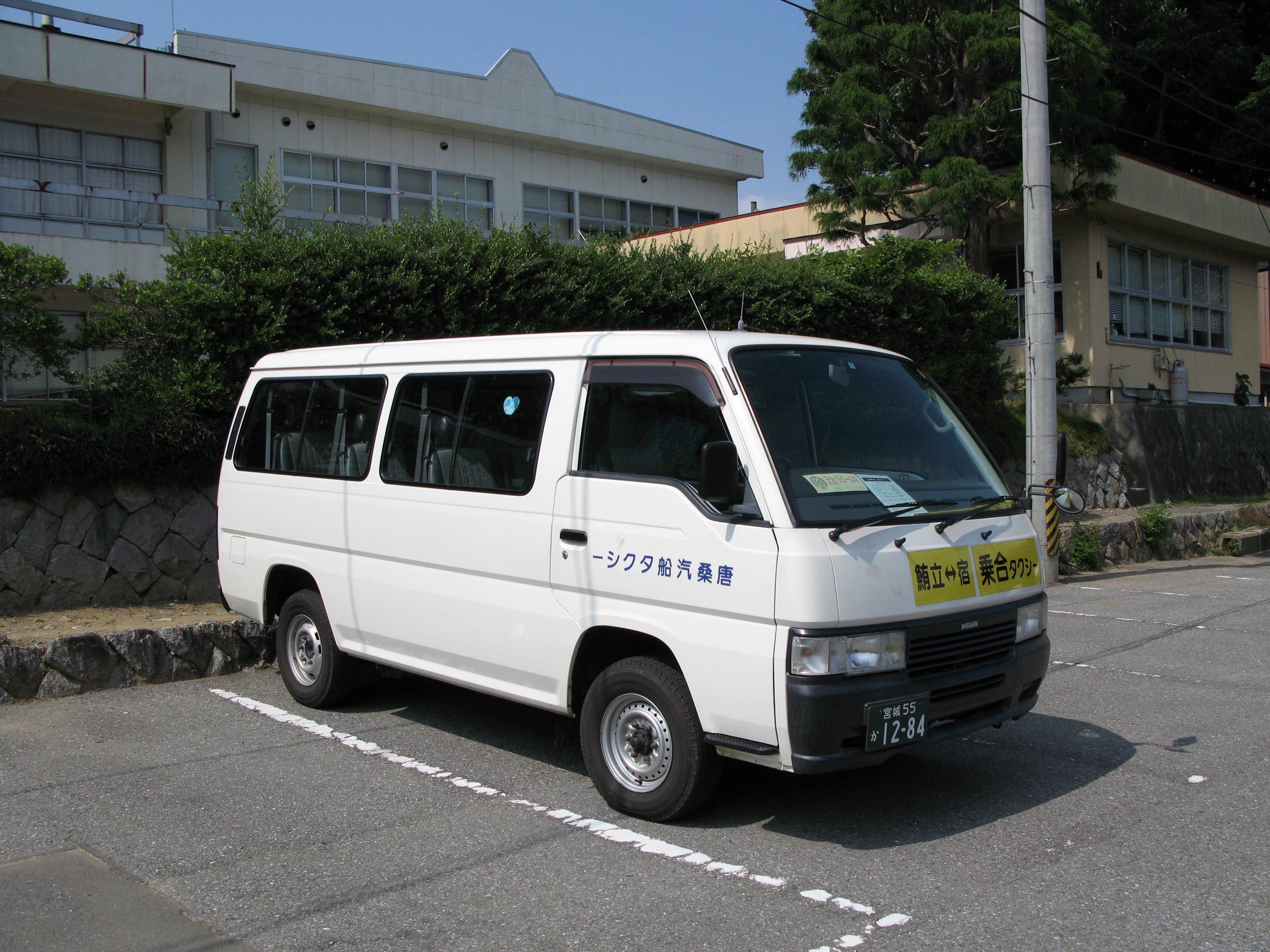
2007年当時の車両
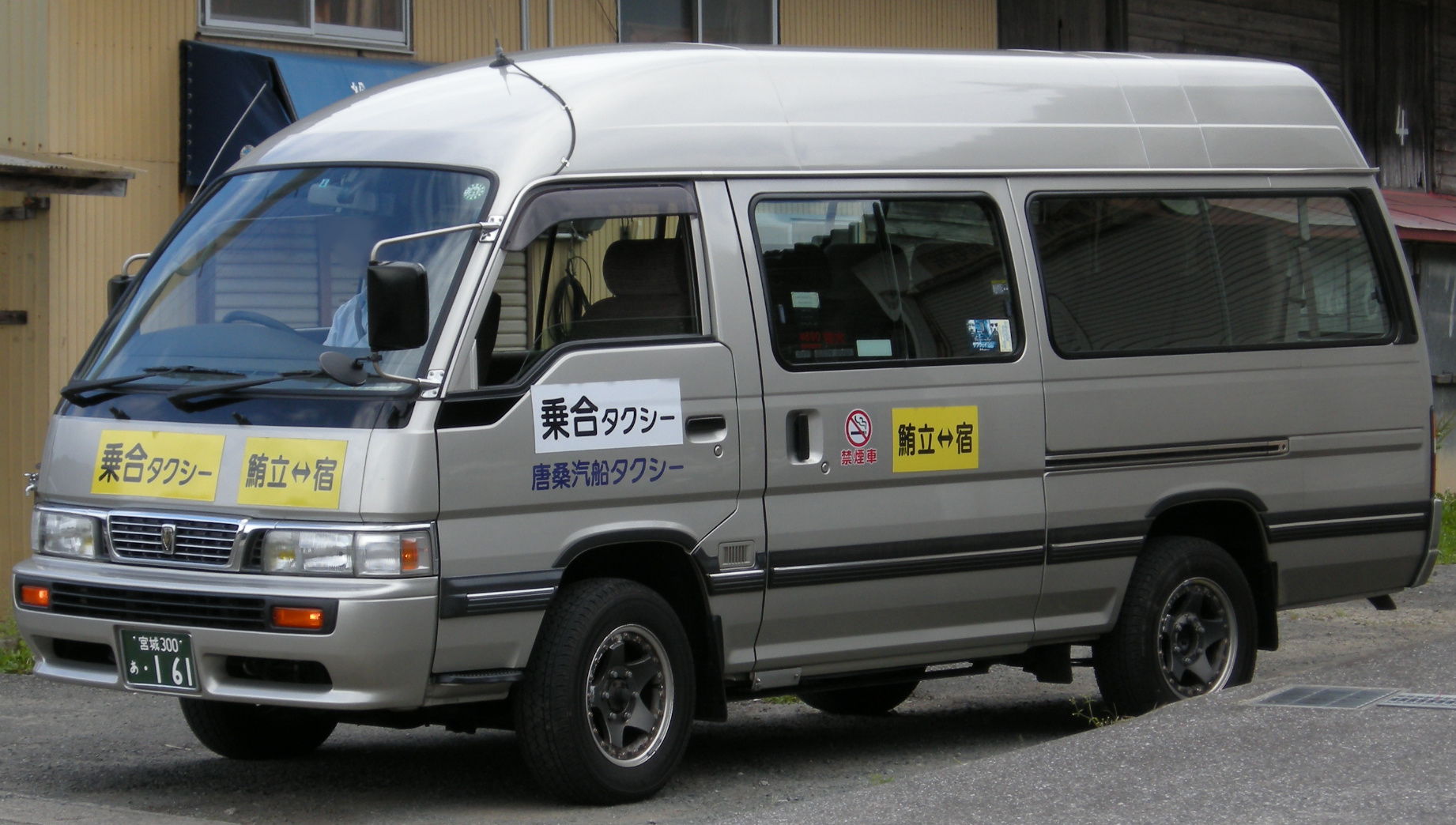
2009年当時の車両